# Ziębice (gromada)
Ziębice (do 31 XII 1959 Nieszków) – dawna gromada, czyli najmniejsza jednostka podziału terytorialnego Polskiej Rzeczypospolitej Ludowej w latach 1954–1972.
Gromady, z gromadzkimi radami narodowymi (GRN) jako organami władzy najniższego stopnia na wsi, funkcjonowały od reformy reorganizującej administrację wiejską przeprowadzonej jesienią 1954 do momentu ich zniesienia z dniem 1 stycznia 1973, tym samym wypierając organizację gminną w latach 1954–1972.
Gromadę Ziębice z siedzibą GRN w mieście Ziębicach (nie wchodzącym w skład gromady) utworzono 1 stycznia 1960 w powiecie ząbkowickim w woj. wrocławskim w związku z przeniesieniem siedziby GRN gromady Nieszków (zwiększonej tego samego dnia o wsie Kalinowice Dolne, Kalinowice Górne, Wigancice, Starczówek i Lipa) z Nieszkowa do Ziębic i zmianą nazwy jednostki na gromada Ziębice. Dla gromady ustalono 27 członków gromadzkiej rady narodowej.
1 lipca 1968 do gromady Ziębice włączono wsie Niedźwiednik i Rososznica ze zniesionej gromady Niedźwiednik w tymże powiecie.
1 stycznia 1970 do gromady Ziębice włączono obszar gruntów o powierzchni 310,74 ha z miasta Ziębice w tymże powiecie.
Gromada przetrwała do końca 1972 roku, czyli do kolejnej reformy gminnej. 1 stycznia 1973 w powiecie ząbkowickim utworzono gminę Ziębice.